# Ataxia crassa
Ataxia crassa là một loài bọ cánh cứng trong họ Cerambycidae.